# ケビ州

ケビ州
Kebbi, 𞤤𞤫𞤴𞤣𞤭 𞤳𞤫𞤦𞥆𞤭州の愛称: 公平の地

ケビ州 (ケビしゅう、英語：Kebbi State、ハウサ語: Jihar Kebbi; フラ語: Leydi Kebbi 𞤤𞤫𞤴𞤣𞤭 𞤳𞤫𞤦𞥆𞤭) は、ナイジェリアの北西部の州である。1991年に旧ソコト州の西部が分割され設置された。
2005年の人口は約363.1万人。

## 地理
北をソコト州、南をナイジャ州、北西をニジェール、南西をベナン、東をザムファラ州に接する。

## 行政
ケビ州は21の地方行政区 (LGA)、 4つの首長国（グワンドゥ、アルグング、ヤウリ、ズル）、35の地区 に分かれる。
地方行政区 :
アリエロ、アレワ＝サンディ、アルグング、アウギエ、バグド、ビルニン＝ケビ、ブンザ、ダンディ、ファカイ、グワンドゥ、ジェガ、カルゴ、ココ＝ベッセ、マイヤマ、ンガスキ、サカバ、シャンガ、スル、ワサグ＝ダンコ、ヤウリ、ズル

## 産業
農業： 雑穀、トウモロコシ、キャッサバ、ジャガイモ、米、豆、ネギ、野菜、小麦、大豆、ショウガ、サトウキビ、落花生、マンゴー、グアバ、パパイヤなど
ミネラル： 石灰岩、塩、ローム、石膏など

## 交通
ニジェール川を利用した水運が行われている。2021年にはケビ州からナイジャ州に向かう木造船が沈没して多数の死者・行方不明者が出た。

## 民族構成
住民の多くはハウサ人で他にブッサワ、ドゥカワ、カンバリなどが多い。